# Antonia Orellana
Antonia Cósmica Orellana Guarello (Santiago, 21 de diciembre de 1989), también conocida como Toti Orellana, es una periodista, activista feminista y política chilena, miembro fundadora de Convergencia Social (CS) y actualmente militante del Frente Amplio. Desde el 11 de marzo de 2022, se desempeña como ministra de la Mujer y la Equidad de Género de su país bajo el gobierno del presidente Gabriel Boric.

## Biografía
Nació en la comuna de Macul pero se crio en La Florida, hija del poeta Alfredo Antonio Orellana Valladares y la profesora Ana María Margarita Guarello De Toro. Es sobrina del periodista deportivo Juan Cristóbal Guarello y bisnieta del diputado nacionalsocialista Fernando Guarello Fitz-Henry.
Realizó sus estudios primarios en el colegio particular Patrona Señora de Lourdes, de la comuna de La Florida, y secundarios en el Liceo Tajamar de la comuna de Providencia, continuando los superiores ingresando a la carrera de periodismo en la Universidad de Chile especializándose en gestión de medios en el Instituto de la Comunicación e Imagen de esa casa de estudios.

### Trayectoria
En 2012 fue parte de la Escuela de Comunicación Popular y también se desempeñó como periodista en el medio El Desconcierto y en la Rectoría de la Universidad de Chile, donde trabajó con Simón Boric (hermano de Gabriel). En 2015 fue parte del proyecto de la novena campaña de prevención de la Red Chilena contra la Violencia hacia las Mujeres: «¡Cuidado: el machismo mata!», integrando esta red hasta 2020.
En 2017 se desarrolló como consultora interna en el Programa de las Naciones Unidas Para el Desarrollo (PNUD).
En 2020, en conjunto con Marcela Sandoval entregó a la Alta Comisionada de la ONU, Dubravka Simunovic, el informe de seguimiento sobre la violencia contra las mujeres en Chile durante la pandemia de COVID-19.

## Trayectoria política
En 2006, cuando era estudiante secundaria, fue representante ACES ante el equipo de comunicaciones del Bloque Social por la Educación.

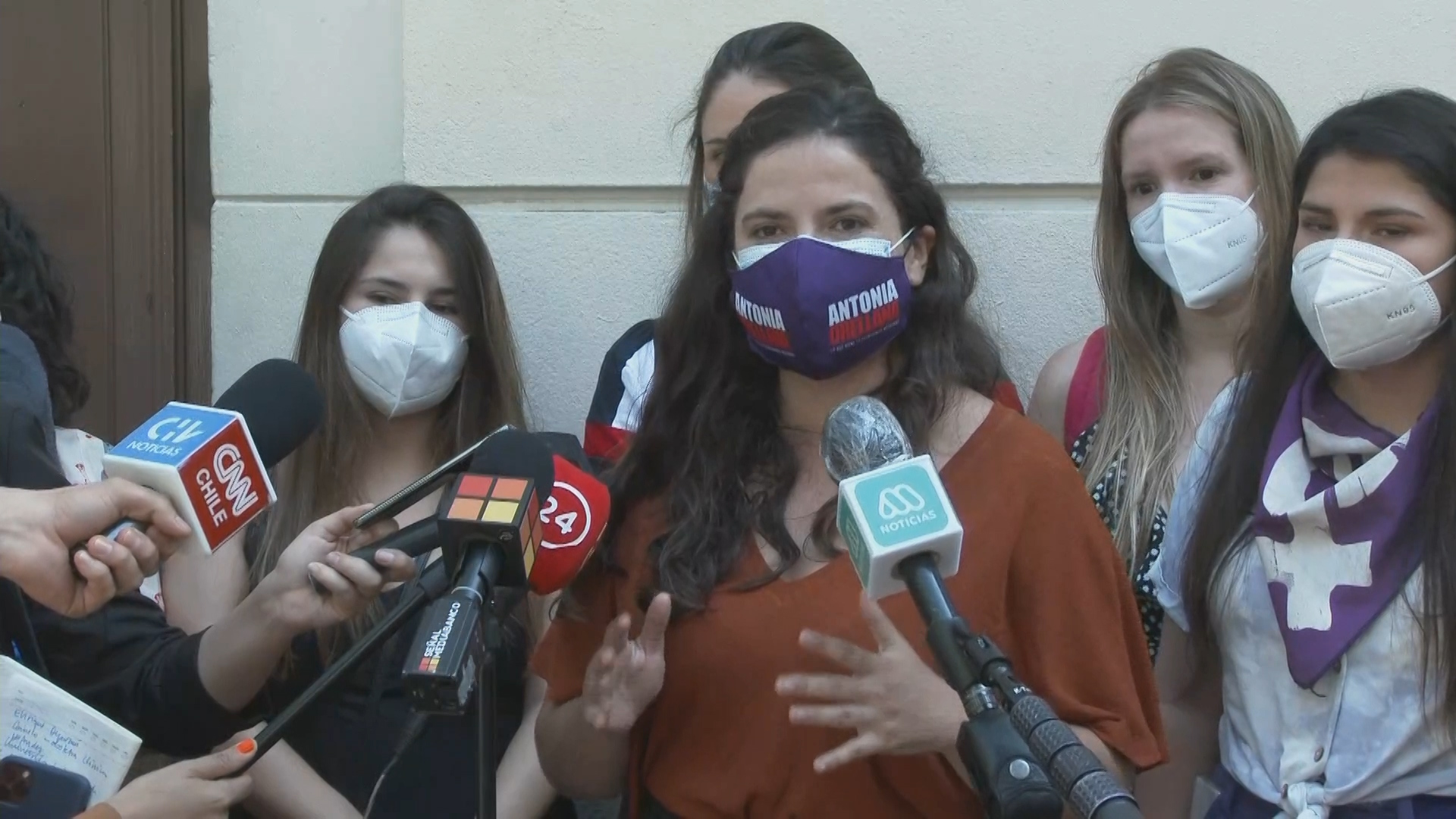
Orellana durante el lanzamiento de candidaturas constituyentes, mayo de 2021.

En 2017, fue parte del equipo programático de la candidatura presidencial de Beatriz Sánchez, a cargo de las políticas de género. Militó en diferentes organizaciones como la Izquierda Libertaria (IL) y el Movimiento SOL, y en 2019 fue una de las fundadoras de partido Convergencia Social (CS). Además, fue la coordinadora de la coalición de izquierdas Frente Amplio (FA) para la iniciativa de ley para la paridad en el proceso constituyente 2020 y la coordinadora de la Articulación de Mujeres de Oposición y la campaña «Unidas por el Apruebo» 2020.
En 2020 fue proclamada por su partido como candidata a la Convención Constitucional por el distrito n° 10 dentro del pacto Apruebo Dignidad, sin embargo no logró los votos necesarios para ser elegida. Terminada la elección, se sumó como coordinadora de género en el comando de la candidatura presidencial de Gabriel Boric, acompañándolo en diferentes instancias y vocerías de la campaña.

### Ministra de Estado
El 21 de enero de 2022 el entonces presidente electo, Gabriel Boric, anunció su nombramiento como futura ministra de la Mujer y la Equidad de Género, cargo que asumió el 11 de marzo de ese año, con el inicio formal de la administración.
Durante su gestión como Secretaria de Estado en Chile, Orellana lideró importantes reformas legislativas y políticas públicas centradas en la equidad de género y la protección de los derechos de las mujeres. Entre sus principales logros se encuentra la promulgación de la Ley Integral para Prevenir, Sancionar y Erradicar la Violencia contra las Mujeres, que establece un marco de prevención, atención, protección y acceso a la justicia para las víctimas. 
También impulsó la Ley de Responsabilidad Parental y Pago Efectivo de Pensiones de Alimentos, conocida como Ley Papito Corazón, que facilita el cobro de pensiones adeudadas mediante el acceso a información financiera de los deudores. Además, lideró la modernización del Servicio Nacional de la Mujer y la Equidad de Género (SernamEG), fortaleciendo su estructura regional y la cobertura de programas de apoyo. 
Asimismo, tuvo un rol clave en la tramitación de leyes como la Ley de Conciliación de la Vida Laboral, Personal y Familiar, la Ley de las 40 horas —ambas con enfoque de género— y la Ley Karin, orientada a prevenir el acoso laboral y sexual. En el ámbito previsional, promovió la incorporación de la perspectiva de género en la reforma al sistema de pensiones, abordando las brechas por labores de cuidado. 
En derechos sexuales y reproductivos, gestionó las modificaciones al reglamento de objeción de conciencia para mejorar la implementación de la Ley de Interrupción Voluntaria del Embarazo (IVE) y, en mayo de 2025, lideró la presentación de un proyecto de ley para legalizar el aborto hasta las 14 semanas de gestación. 
En el plano internacional, Orellana presidió la Conferencia de Estados Parte de la Convención de Belém do Pará (2023–2025) y fue vicepresidenta de la Comisión Interamericana de Mujeres (CIM/OEA) (2022–2025). También representó a Chile en foros globales como APEC, la OCDE y la Alianza Global por los Cuidados. En 2024, encabezó el diálogo con el Comité CEDAW de la ONU y presentó el informe nacional Beijing+30. En marzo de 2025, firmó un memorándum de entendimiento con Palestina para fortalecer la cooperación bilateral en materia de género.

## Historial electoral

### Elecciones de convencionales constituyentes de 2021
- Elecciones de convencionales constituyentes de 2021, para convencional constituyente por el distrito 10 (La Granja, Macul, Ñuñoa, Providencia, San Joaquín y Santiago)[15]

|  | 12,3 % |

|  | 9,3 % |

|  | 7,5 % |

|  | 5,1 % |

|  | 4,5 % |

|  | 4,4 % |

|  | 3,4 % |

|  | 2,9 % |

|  | 2,5 % |

|  | 2,4 % |

|  | 1,8 % |

|  | 0,9 % |

|  | 0,7 % |

|  | 0,5 % |